# Quercus opaca
Quercus opaca — вид рослин з родини букових (Fagaceae), ендемік Мексики.

## Опис
Росте у вигляді вічнозеленого куща заввишки до 1.5 метра. Кора сіра, луската. Гілочки воскові, спочатку з коротким запушенням, потім ± голі. Листки довгасті, ланцетні до еліптичних, ± шкірясті, 2.5–4.5 × 1–1.5 см; верхівка гостра, тупа або округла; основа тупа до серцеподібної, іноді округла; край потовщений, плоский або віддалено загнутий, найчастіше цілий, або з 1–3 парами гострих зубів біля верхівки; тьмяний, ± голий (є рідкісні зірчасті трихоми біля основи середньої жилки); низ не блискучий, сірувато-зелений, майже голий; ніжка листка 3–7 мм, запушена, червонувато-коричнева. Чоловічі сережки 3–4 см завдовжки, з численними квітами. Жолуді яйцеподібні, голі, приблизно 9 мм завдовжки, на 1/3 довжини в чашечці; поодинокі або парні на голій ніжці завдовжки 5 мм; дозрівають перший рік, у вересні.

## Поширення й екологія
Ендемік Мексики (Сан-Луїс-Потосі, Нуево-Леон, Ідальго).
Трапляється в посушливих тропічних чагарниках; на жовто-глинистих ґрунтах; на висотах 1200–2000 м.